# Марцеліна Даровська
Блаженна Марцеліна Даровська (пол. Marcelina Darowska, 16 січня 1827, с. Шуляки поблизу Жашкова — 5 січня 1911, Язловець) — шляхтичка, релігійна діячка, просвітителька, блаженна Римсько-католицької церкви.

## Біографія

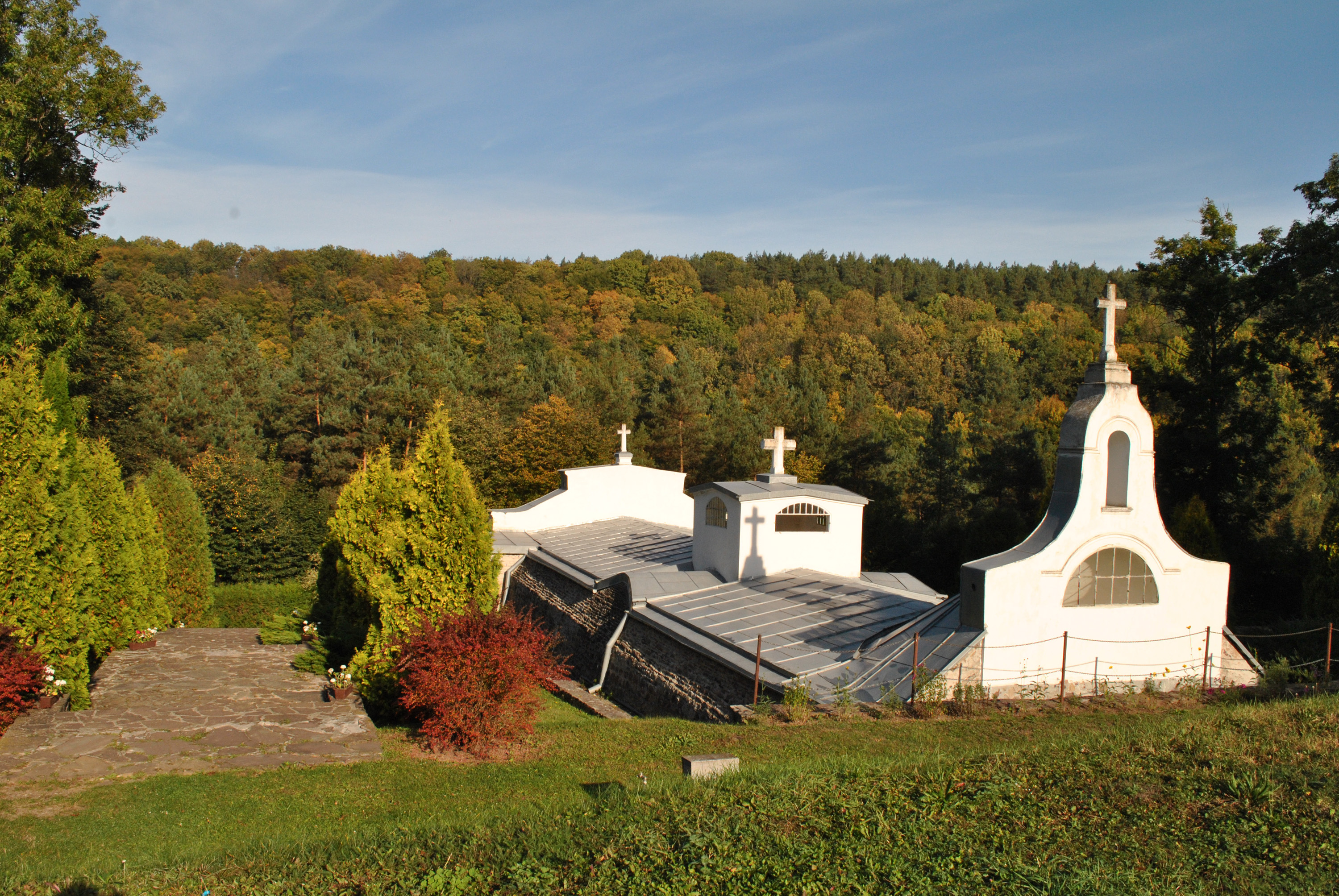
Монастирський некрополь

Марія-Марцеліна Даровська народилася 16 січня 1827 року в с. Шуляки (нині Уманський район, Черкаська область, Україна) як 5-а дитина поміщицької сім'ї Котовичів гербу Корчак. Батько — маршалок шляхти Ян Котович, мати — дружина батька Максимілла Ястшембська.
Навчалася в Одесі. Змалечку мріяла стати черницею. В 1849 році, у  22 роки вийшла заміж за шляхтича Кароля Веригу Даровського гербу Сліповрон, осіла в Жерді над Збручем (Кам'янецький повіт), в 1850 народила сина Юзефа (він невдовзі помер), в 1852 — доньку Анну Кароліну, в тому ж році овдовіла. Залишила малу донечку Анну Кароліну родичам, для порятування здоров'я виїхала за кордон. Біля ікони Чорної Мадонни в Ченстохові залишила свої шлюбні персні, дала обітницю жити «у Бозі й для Бога» (пише Credo).
Разом з Юзефою Карською 1857 р. заснувала в Римі конґреґацію (згромадження) Сестер Непорочного Зачаття Пресвятої Діви Марії, щоби працювати над відродженням сім'ї, належно виховуючи молодих жінок. Повернувшись до України в 1863 році, стала засновницею та першою настоятелькою монастиря сестер-непорочниць у місті Язловці неподалік Бучача на Тернопільщині (першої християнської школи-інтернату для дівчаток зі шляхетних католицьких родин).
Семеро черниць на чолі з матір'ю Марцеліною створили заклад, який став взірцем для таких шкіл по всій території, яка нині входить до складу Польщі, заходу України, Білорусі. Новаторство Марцеліни Даровської — впровадження індивідуального підходу в навчання молоді. З благословення Папи Пія IX сестрам Непорочного Зачаття було даровано (1863 року дідич Язловця барон Блажовський) під монастир палац польської королівської родини Понятовських.

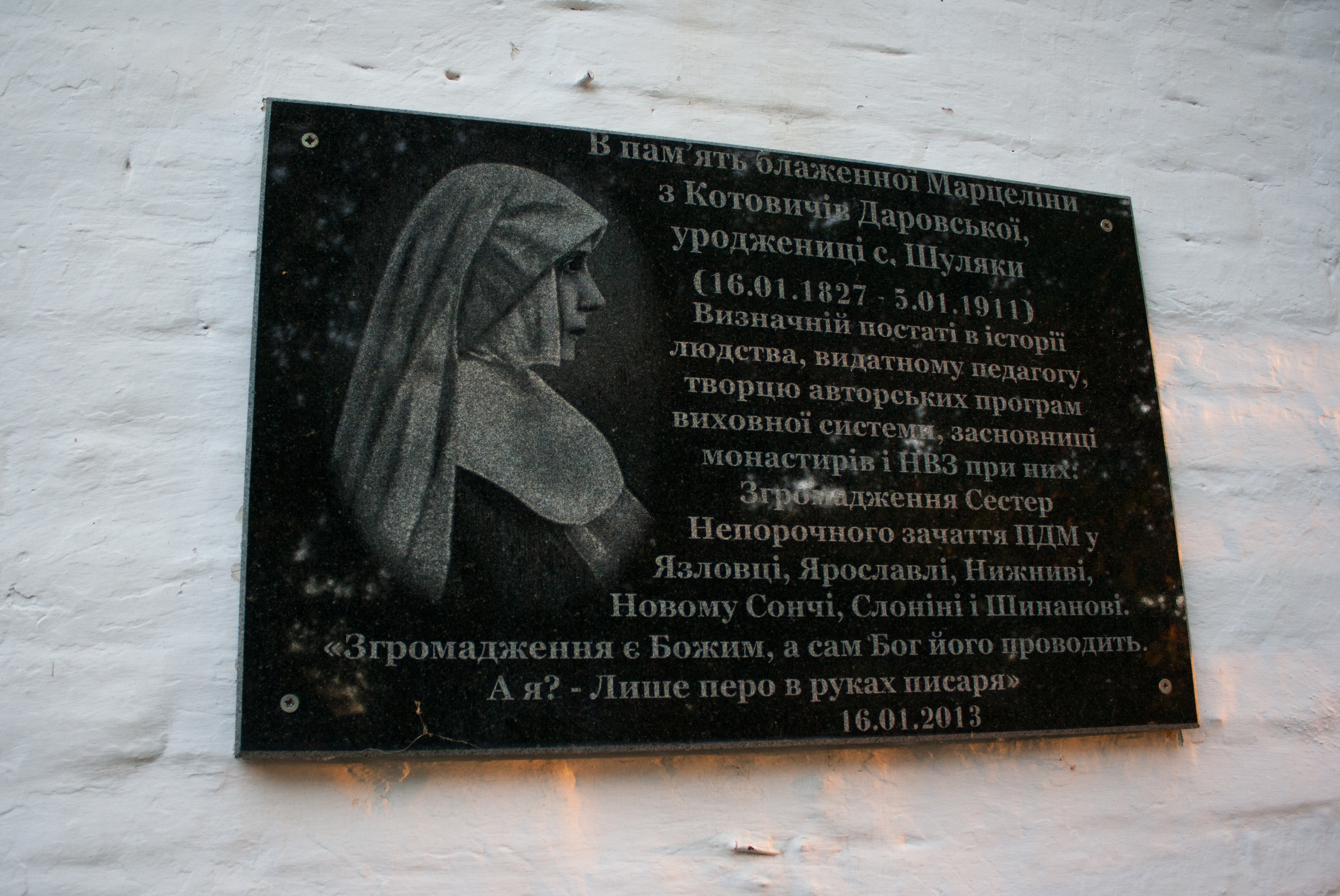
Меморіальна дошка в селі Шуляки

Мати Марцеліна закладала школи початкового типу для сільських дітей Поділля (навчали дітей усіх віросповідань). До Другої світової війни школи сестер-непорочниць діяли в Польщі, Україні, Білорусі.

1881 року рада згромадження сестер-непорочниць прийняла проєкт засновниці Марцеліни Даровської, за яким монастир паулінів у Нижневі ставав навчальним закладом для дітей із родин, які постраждали за участь у польському повстанні 1863 року. 24 травня 1881 року в дідича графа Теодора Лянцкоронського викупили земельну ділянку («ґрунт») монастиря, 1883 року відкрито школу, каплицю.
Померла 5 січня 1911 року і похована у гробниці черниць у Язловці.
Монастир і школу 1946 року закрила радянська влада, через 50 років сестрам вдалося повернути каплицю, частину кімнат у колишньому палаці Понятовських, освятити відновлені катакомби, де спочивають померлі сестри.
6 жовтня 1996 року в Римі Папа Йоан Павло II проголосив Марцеліну Даровську блаженною, 1 вересня 1999 р. львівський архиєпископ-митрополит Мар'ян Яворський проголосив каплицю сестер у Язловці Санктуарієм блаженної Марцеліни Даровської Чортківського деканату РКЦ.
Її зображають у характерному для сестер-непорочниць повністю білому вбранні, часто в оточенні дітей.
Донька Анна Кароліна 21 листопада 1868 року в Язловці уклала шлюб із графом Станіславом Олександром Дідушицьким, уродженцем Гвіздця.